# Les femmes s'en balancent
Pour plus de détails, voir Fiche technique et Distribution.
Les femmes s'en balancent est un film français réalisé par Bernard Borderie, sorti en 1954.

## Synopsis
Lemmy Caution est appelé en Italie pour enquêter sur l'origine de faux billets possédés par une certaine Henrietta Aymes, dont le mari s'est suicidé quelques mois auparavant. Son enquête le conduit tout d'abord à la "Casa Antica", une boîte de nuit dirigée par Fernandez et Perera, louches individus, anciens associés d'Aymes. Il fait la connaissance de Paulette Bénito, vamp blonde et maîtresse d'Aymes et retrouve Aymes, lui-même, qui s'était fait passer pour mort afin de filer le parfait amour avec Paulette et faire accuser Henrietta de sa mort. Les gangsters éliminés ou arrêtés, Lemmy peut songer à la volupteuse Henrietta.

## Fiche technique
- Titre original : Les Femmes s'en balancent
- Réalisation : Bernard Borderie
- Scénario : Jacques Vilfrid, Bernard Borderie d'après le roman Les femmes s'en balancent (Dames Don't Care) de Peter Cheyney
- Décors : René Moulaert, assisté d'Yves Olivier et Jacques Mély
- Photographie : Jacques Lemare
- Photographe de Plateau : Léo Mirkine
- Musique : Paul Misraki - Chanson Et bâiller et dormir interprétée par Eddie Constantine
- Montage : Jean Feyte
- Production : Raymond Borderie
- Sociétés de production : CICC Films Borderie, Pathé Consortium Cinéma
- Société de distribution : Pathé Consortium Cinéma
- Tournage du 15 décembre 1953 au 12 février 1954
- Format : noir et blanc — 35 mm — 1,37:1 — son Mono
- Durée : 109 minutes
- Genre : Film policier
- Date de sortie : 
  - France : 5 mai 1954
- Affiche : Jean Mascii (France)

## Distribution
- Eddie Constantine : Lemmy Caution, l'agent du F.B.I, alias Selby Frayme
- Nadia Gray : Henrietta Aymes, la femme de Granworth
- Dominique Wilms : Paulette Bénito, la maîtresse de Granworth
- Jacques Castelot : Granworth Aymes
- Robert Burnier : Metts, le chef de la police
- Robert Berri : Fernandez / Jean Termiglio
- Dario Moreno : Perera
- Nicolas Vogel : Jim Maloney
- François Perrot : Langdon Nurdell
- Paul Azaïs : le gardien du pont
- Guy-Henry : Daredo
- Emilio Carrer : le docteur
- Gil Delamare : Sagers
- Dominique Bukar : Bénito
- Georgette Anys : la matrone
- Jacques Ary : le serveur
- Hélène Constantine : une dactylo
- Giani Esposito : un joueur
- Grégoire Gromoff : l'étranger
- Guy-Henry : Daredo
- Anne-Marie Mersen : Rita
- Pascale Roberts : une jeune femme au poker